# Tournoi de Wimbledon 1921
Résultats du Tournoi de Wimbledon 1921.

## Simple messieurs
Finale : Bill Tilden  États-Unis bat Brian Norton  Royaume-Uni 4-6, 2-6, 6-1, 6-0, 7-5

## Simple dames
Finale : Suzanne Lenglen  France bat Elizabeth Ryan  États-Unis 6-2, 6-0